# Celebration (альбом Мадонны)
Celebration — третий сборник лучших песен Мадонны, вышедший в 2009 году. Он стал последней записью по контракту с Warner Bros. Records, которая являлась её записывающей компанией с 1982 года. В него вошли 36 треков, включая новый сингл — «СеӀеbration». Также в компиляцию вошёл новый трек, записанный совместно с рэпером Лилом Уэйном под названием «Revolver». Помимо стандартного однодискового издания, компиляция вышла на двух дисках и на DVD. В видеоверсии присутствует ранее неизданный клип «Justify My Love», а также полная версия «Celebration». По данным официального сайта все треки для альбома были выбраны Мадонной и её фанатами.

## История создания
18 марта 2009 публицист Мадонны Лиз Розенберг сообщила о возможном выпуске сборника лучших хитов в сентябре. Она также отметила, что Мадонна собирается отправиться в студию и записать новый материал для альбома. На следующий день менеджер Мадонны Гай Осири спросил фанатов в Twitter, каким должен быть его список композиций. Позже было подтверждено, что она написала 3 новых трека для альбома, а также что Пол Окенфолд стал продюсером 2 новых песен.
Журнал Attitude сообщил в интервью с Окенфолдом, что треки, продюсером которых он стал, называются «Broken (I’m Sorry)» и «Celebrate». Он сказал, что новые мелодии «имеют классические слова Мадонны с заострённым современным звучанием.» Её официальный сайт подтвердил наличие трека «Revolver» (при участии рэпера Лила Уэйна) в анонсе окончательного списка треков CD и DVD 26 августа 2009 года.
22 июля 2009 Warner Bros. Records официально объявил дату выпуска 28 сентября 2009 и подтвердил название альбома Celebration через официальный сайт Мадонны. Сборник был выпущен в двух вариантах: на 2 дисках и на 1 диске. Песни альбома были выбраны и ремастированы Мадонной и её фанатами, они целиком охватывали карьеру Мадонны. Затем был выпущен DVD Celebration: The Video Collection, содержащий несколько видеоклипов Мадонны, которые не были выпущены на DVD ранее. Среди них был клип к «Celebration». Обложка к альбому была создана уличным художником Mr. Brainwash. Celebration был доступен для предварительного заказа на iTunes Store 1 сентября 2009 (эта дата совпадала с выпуском клипа к «Celebration»). Альбом выпущен в стандартном (1 диск) и делюкс изданиях (2 диска), а также было эксклюзивное издание премиум-издание iTunes, в котором были все треки издания на 2 дисках, а также новый трек «It's So Cool» и 30 видеоклипов в формате MP4.
Четвёртая песня, записанная для альбома, была выпущена в 2012 году как промосингл «Broken» (она написана Мадонной, Полом Окенфолдом, Иэном Грином и Киараном Гриббином и спродюсирована Мадонной и Окенфолдом). Сингл был подарен официальным членам фан-клуба Мадонны на грампластинке диаметром 12 дюймов. Подарок был обещан в августе 2011, хотя первоначально он должен быть подарен в 2010 году. В конечном счёте сингл был подарен в конце 2012 года.

## Критика
| Совокупная оценка    | Совокупная оценка |
| Источник             | Оценка            |
| -------------------- | ----------------- |
| Metacritic           | 84/100            |
| Оценки критиков      |                   |
| Источник             | Оценка            |
| About.com            | [ 9 ]             |
| Allmusic             | [ 10 ] [ 11 ]     |
| Digital Spy          | [ 12 ]            |
| Entertainment Weekly | A                 |
| Houston Chronicle    | [ 14 ]            |
| NME                  | отрицательный     |
| Pitchfork Media      | 5.7/10            |
| Rolling Stone        | [ 17 ]            |
| Slant Magazine       | [ 18 ]            |
| The Telegraph        | [ 19 ]            |

Celebration получил оценку 84/100 на сайте Metacritic, с пометкой «всеобщее одобрение» от критиков. Сара Кромптон (The Daily Telegraph) дала сборнику оценку 4 из 5 звёзд и сказала: «Альбом Мадонны Celebration показывает, как она раз за разом делает хорошие треки, например, 'Music', 'Ray of Light', 'Frozen' и 'Don’t Tell Me'», и была лишь пара песен, которые были незначительными." Эрик Хендерсон (Slant Magazine) оценил альбом на 4 из 5 звёзд и прокомментировал, что «функционально Мадонна и фанаты действительно празднуют выход Celebration, который является веским доказательством того, что дискография Мадонны сейчас очень обширна и разнообразна, и она смогла выпустить огромный, двухдисковый сборник лучших хитов из 36 песен и ещё умудряется значительно обмануть достояние певицы», хотя он также отметил, что «альбому не хватает хороших песен, и кажется, что они были упорядочены по не особо интуитивному талантливому плейлисту.» Тим Сендра (Allmusic) похвалил альбом: «над сборником проделана хорошая работа и он достоен своего названия — это несомненно празднование карьеры Мадонны и Celebration включает самую праздничную и захватывающую поп-музыку, из когда-либо созданных.» Когда он рецензировал двухдисковое делюкс издание альбома, он дал комментарий: «34-трековое двухдисковое делюкс издание развлекает больше, чем однодисковое 18-трековое.»
Роб Шеффилд (Rolling Stone) отметил, что «Celebration начинается с чистого блаженства и не останавливается. Это головокружительная, не хронологическая поездка по годам Мадонны, которые вы были счастливы пережить. Её гений, способный делать хиты, бесподобен и […] не занижен.». Лин Гринблатт (Entertainment Weekly) прокомментировал, что альбом «держится удивительно хорошо.» Билл Лэмб (About.com) прокомментировал, что постоянство — это отличительная черта карьеры Мадонны. Он сказал: «Когда вы прослушаете все 36 треков альбома Celebration один из самых заметных атрибутов это впечатляющее постоянство качества музыки, которое Мадонна поддерживала более 25 лет. […] Эти песни есть в любом серьёзном каталоге поп-музыки.» Джоуи Герра (Houston Chronicle) похвалил альбом, сказав, что «каждая песня в Celebration характеризует момент времени, прокручивается на радио, проигрывается под зеркальным шаром. Это доказательство часто незамеченного поп-мастерства Мадонны, от путаных электро начал 'Everybody' и 'Burning Up' до ретро-диско завихрений в 'Beautiful Stranger' и 'Hung Up'.»
Ала Вудхаус (NME) отнеслась к сборнику отрицательно: «Мадонна ясно считает, что этот сборник представляет празднование её долговечности […] на самом деле он показывает её недавние провалы». Дуглас Уок (Pitchfork Media) сделал подобную рецензию, также сравнив её раннюю работу с последующей: «'Hung Up' — это единственная песня из периода после GHV2, которая укрепилась в американском поп-сознании», и сделал заключение, что «[Мадонна] заслуживает ретроспективу более интересную, чем эту случайную фасовку по контракту», хотя он положительно отнёсся к началу сборника, назвав его «невероятно сильным, убедительным аргументом для её гениальной личности.»

## Синглы
Было подтверждено, что «Celebration» станет первым синглом из сборника. Первая предварительная версия песни была представлена в туре Sticky & Sweet Tour в 2009 году. Было сказано, что песня будет выпущена на радио 3 августа 2009. Однако, сингл утёк в интернет, поэтому выпуск был перенесён на 31 июля 2009. Цифровая версия была выпущена в этот же день из-за утечки. Ремиксы на песню были выпущены для клубов 24 июля 2009. «Celebration» получила различные отзывы критиков. Песня возглавила чарты Финляндии, Италии и Швеции, а в других европейских странах она попала в десятку. Она стала 55-м треком Мадонны в Billboard Hot 100 и 40-й песней номер № 1 в чарте Billboard Hot Dance Club Songs.
11 декабря 2009 было подтверждено на официальном сайте Мадонны, что «Revolver» станет 2-м синглом с альбома в некоторых странах. Цифровой макси сингл был выпущен 29 декабря 2009, а затем был выпущен CD макси сингл в США в конце января 2010 и 12" сингл в начале февраля 2010. Критики дали различные обзоры к песне. Некоторым понравился припев «My love’s a revolver», а другие отметили, что он невыразительный и он неравноценен предыдущим песням Мадонны. «Revolver» был внизу чартов Бельгии, Великобритании, Канады и Финляндии, а в США он достиг 4 места в чарте Billboard Hot Dance Club Songs. Это был последний сингл Мадонны в 2000-х.

## Список композиций

### Делюкс версия
В цифровой версии 36 треков, в цифровой Deluxe версии присутствует бонус-ремикс.
CD1
| №   | Название                                                                          | Автор(ы)                                                                           | Продюсер                          | Длительность |
| --- | --------------------------------------------------------------------------------- | ---------------------------------------------------------------------------------- | --------------------------------- | ------------ |
| 1.  | «Hung Up» (из Confessions on a Dance Floor, 2005)                                 | Мадонна, Стюарт Прайс, Бенни Андерссон, Бьорн Ульвеус                              | Мадонна, Прайс                    | 5:36         |
| 2.  | «Music» (из Music, 2000)                                                          | Мадонна, Мирвэ Ахмадзай                                                            | Мадонна, Ахмадзай                 | 3:45         |
| 3.  | «Vogue» (из I’m Breathless, 1990)                                                 | Мадонна, Шеп Петтибон                                                              | Мадонна, Петтибон, Крейг Котиш[a] | 5:16         |
| 4.  | «4 Minutes» (при участии Джастина Тимберлейка и Тимбалэнда) (из Hard Candy, 2008) | Мадонна, Тимоти Мосли, Тимберлейк, Натаниель Хиллс                                 | Тимбалэнд, Тимберлейк, Danja      | 3:09         |
| 5.  | «Holiday» (из Madonna, 1983)                                                      | Кёртис Хадсон, Лиза Стивенс                                                        | Джон Бенитес                      | 6:08         |
| 6.  | «Everybody» (из Madonna, 1983)                                                    | Мадонна                                                                            | Марк Каминс                       | 4:10         |
| 7.  | «Like a Virgin» (из Like a Virgin, 1984)                                          | Том Келли, Билли Стейнберг                                                         | Найл Роджерс                      | 3:08         |
| 8.  | «Into the Groove» (из Like a Virgin, 1985 reissue)                                | Мадонна, Стивен Брэй                                                               | Мадонна, Брэй                     | 4:45         |
| 9.  | «Like a Prayer» (из Like a Prayer, 1989)                                          | Мадонна, Патрик Леонард                                                            | Мадонна, Леонард                  | 5:42         |
| 10. | «Ray of Light» (из Ray of Light, 1998)                                            | Мадонна, Уильям Орбит, Клайв Малдун, Дэйв Кертис, Кристин Лич                      | Мадонна, Орбит                    | 4:33         |
| 11. | «Sorry» (из Confessions on a Dance Floor, 2005)                                   | Мадонна, Прайс                                                                     | Мадонна, Прайс                    | 3:58         |
| 12. | «Express Yourself» (Shep Pettibone Remix) (from Like a Prayer, 1989)              | Мадонна, Брэй                                                                      | Мадонна, Брэй, Петтибон[b]        | 3:59         |
| 13. | «Open Your Heart» (из True Blue, 1986)                                            | Мадонна, Коль, Рэфельсон                                                           | Мадонна, Леонард                  | 3:49         |
| 14. | «Borderline» (из Madonna, 1983)                                                   | Реджи Лукас                                                                        | Лукас                             | 3:58         |
| 15. | «Secret» (из Bedtime Stories, 1994)                                               | Мадонна, Даллас Остин, Петтибон                                                    | Мадонна, Остин                    | 4:28         |
| 16. | «Erotica» (из Erotica, 1992)                                                      | Мадонна, Петтибон, Энтони Шимкин                                                   | Мадонна, Петтибон                 | 4:30         |
| 17. | «Justify My Love» (из The Immaculate Collection, 1990)                            | Ленни Кравиц, Ингрид Чавез (дополнение к тексту песни написано Мадонной)           | Кравиц, Андре Беттс[c]            | 4:54         |
| 18. | «Revolver» (при участии Лила Уэйна) (новый трек)                                  | Мадонна, Карлос Бэттей, Стивен Бэттей,Дуэйн Картер, Джастин Фрэнкс, Брэндон Китчен | Мадонна, DJ Frank E               | 3:40         |

CD2
| №   | Название                                                              | Автор(ы)                                                    | Продюсер                     | Длительность |
| --- | --------------------------------------------------------------------- | ----------------------------------------------------------- | ---------------------------- | ------------ |
| 1.  | «Dress You Up» (из Like a Virgin, 1984)                               | Андреа ЛаРуссо, Пегги Стациале                              | Роджерс                      | 4:02         |
| 2.  | «Material Girl» (из Like a Virgin, 1984)                              | Питер Браун, Роберт Рэнс                                    | Роджерс                      | 4:00         |
| 3.  | «La Isla Bonita» (из True Blue, 1986)                                 | Мадонна, Леонард, Брюс Gaitsch                              | Мадонна, Леонард             | 4:02         |
| 4.  | «Papa Don’t Preach» (из True Blue, 1986)                              | Брайан Эллиот (дополнение к тексту песни написано Мадонной) | Мадонна, Брэй                | 4:29         |
| 5.  | «Lucky Star» (из Madonna, 1983)                                       | Мадонна                                                     | Лукас(remixed by Benitez)    | 3:38         |
| 6.  | «Burning Up» (из Madonna, 1983)                                       | Мадонна                                                     | Лукас(remixed by Benitez)    | 3:42         |
| 7.  | «Crazy for You» (из Vision Quest, 1985)                               | Джон Беттис, Йон Линд                                       | Бенитез                      | 3:44         |
| 8.  | «Who’s That Girl» (из Who’s That Girl, 1987)                          | Мадонна, Леонард                                            | Мадонна, Леонард             | 3:58         |
| 9.  | «Frozen» (omitted on Belgian pressings)                               | Мадонна, Леонард                                            | Мадонна, Орбит, Леонард      | 6:18         |
| 10. | «Miles Away» (из Hard Candy, 2008)                                    | Мадонна, Мосли, Тимберлейк, Хиллс                           | Тимбалэнд, Тимберлейк, Danja | 3:45         |
| 11. | «Take a Bow» (из Bedtime Stories, 1994)                               | Бэйбифейс, Мадонна                                          | Бэйбифейс, Мадонна           | 5:20         |
| 12. | «Live to Tell» (из True Blue, 1986)                                   | Мадонна, Леонард                                            | Мадонна, Леонард             | 5:51         |
| 13. | «Beautiful Stranger» (из Austin Powers: The Spy Who Shagged Me, 1999) | Мадонна, Орбит                                              | Мадонна, Орбит               | 4:20         |
| 14. | «Hollywood» (из American Life, 2003)                                  | Мадонна, Ахмадзай                                           | Мадонна, Ахмадзай            | 4:22         |
| 15. | «Die Another Day» (из Die Another Day, 2002)                          | Мадонна, Ахмадзай                                           | Мадонна, Ахмадзай            | 4:36         |
| 16. | «Don't Tell Me» (из Music, 2000)                                      | Мадонна, Ахмадзай, Джо Генри                                | Мадонна, Ахмадзай            | 4:09         |
| 17. | «Cherish» (из Like a Prayer, 1989)                                    | Мадонна, Леонард                                            | Мадонна, Леонард             | 3:50         |
| 18. | «Celebration» (новый трек)                                            | Мадонна, Пол Окенфолд, Иан Грин, Сиаран Гриббин             | Мадонна, Окенфолд, Грин [b]  | 3:35         |

### Стандартное издание
| №   | Название                                                        | Автор(ы)                                                      | Продюсеры                         | Длительность |
| --- | --------------------------------------------------------------- | ------------------------------------------------------------- | --------------------------------- | ------------ |
| 1.  | «Hung Up» (из Confessions on a Dance Floor, 2005)               | Мадонна, Стюарт Прайс, Бенни Андерссон, Бьорн Ульвеус         | Мадонна, Прайс                    | 5:36         |
| 2.  | «Music» (из Music, 2000)                                        | Мадонна, Мирвэ Ахмадзай                                       | Мадонна, Ахмадзай                 | 3:45         |
| 3.  | «Vogue» (из I'm Breathless, 1990)                               | Мадонна, Шеп Петтибон                                         | Мадонна, Петтибон, Крейг Котиш[a] | 5:16         |
| 4.  | «4 Minutes» (при участии Джастина Тимберлейка и Тимбалэнда)     | Мадонна, Тимоти Мосли, Джастин Тимберлейк, Натаниель Хиллс    | Тимбалэнд, Тимберлейк, Danja      | 3:09         |
| 5.  | «Holiday» (из Madonna, 1983)                                    | Кёртис Хадсон, Лиза Стивенс                                   | Джон Бенитес                      | 6:08         |
| 6.  | «Like a Virgin» (из Like a Virgin, 1984)                        | Том Келли, Билли Стейнберг                                    | Найл Роджерс                      | 3:08         |
| 7.  | «Into the Groove» (из Like a Virgin (re-issue), 1985)           | Мадонна, Стивен Брэй                                          | Мадонна, Брэй                     | 4:45         |
| 8.  | «Like a Prayer» (из Like a Prayer, 1989)                        | Мадонна, Патрик Леонард                                       | Мадонна, Леонард                  | 5:45         |
| 9.  | «Ray of Light» (из Ray of Light, 1998)                          | Мадонна, Уильям Орбит, Клайв Малдун, Дэйв Кертис, Кристин Лич | Мадонна, Орбит                    | 4:33         |
| 10. | «La Isla Bonita»                                                | Мадонна, Леонард, Брюс Гаитш                                  | Мадонна, Леонард                  | 4:02         |
| 11. | «Frozen» (из Ray of Light, 1998) (omitted on Belgian pressings) | Мадонна, Леонард                                              | Мадонна, Орбит, Леонард           | 5:10         |
| 12. | «Material Girl» (из Like a Virgin, 1984)                        | Питер Браун, Роберт Рэнс                                      | Роджерс                           | 4:00         |
| 13. | «Papa Don't Preach» (из True Blue, 1986)                        | Брайан Эллиот (дополнение к тексту песни написано Мадонной)   | Мадонна, Брэй                     | 4:29         |
| 14. | «Lucky Star» (из Madonna, 1983)                                 | Мадонна                                                       | Регги Лукас                       | 3:38         |
| 15. | «Express Yourself» (из Like a Prayer, 1989)                     | Мадонна, Брэй                                                 | Мадонна, Брэй                     | 3:59         |
| 16. | «Open Your Heart» (из True Blue, 1986)                          | Мадонна, Гарднер Коль, Питер Рэфельсон                        | Мадонна, Леонард                  | 3:49         |
| 17. | «Dress You Up» (из Like a Virgin, 1984)                         | Андреа ЛаРуссо, Пегги Стациале                                | Роджерс                           | 4:02         |
| 18. | «Celebration» (новый трек)                                      | Мадонна, Пол Окенфолд, Иан Грин, Киаран Гриббин               | Мадонна, Окенфолд                 | 3:35         |

### Бонус треки
| №   | Название                                 | Автор(ы)                         | Продюсер                                     | Длительность |
| --- | ---------------------------------------- | -------------------------------- | -------------------------------------------- | ------------ |
| 37. | «Celebration» (Benny Benassi Remix Edit) | Мадонна, Окенфолд, Грин, Гриббин | Мадонна, Окенфолд, Грин[b], Бенни Бенасси[d] | 3:58         |

| №   | Название                          | Автор(ы)                         | Продюсер                              | Длительность |
| --- | --------------------------------- | -------------------------------- | ------------------------------------- | ------------ |
| 38. | «Celebration» (Felguk Love Remix) | Мадонна, Окенфолд, Грин, Гриббин | Мадонна, Окенфолд, Грин[b], Felguk[d] | 6:38         |

| №   | Название                    | Автор(ы)                         | Продюсер                    | Длительность |
| --- | --------------------------- | -------------------------------- | --------------------------- | ------------ |
| 38. | «It's So Cool» (новый трек) | Мадонна, Ахмадзай, Monte Pittman | Мадонна, Ахмадзай, Окенфолд | 3:26         |

| №   | Название                        | Длительность |
| --- | ------------------------------- | ------------ |
| 39. | «Lucky Star»                    | 4:02         |
| 40. | «Borderline»                    | 3:57         |
| 41. | «Like a Virgin»                 | 3:49         |
| 42. | «Material Girl»                 | 4:43         |
| 43. | «Crazy for You»                 | 3:58         |
| 44. | «Papa Don't Preach»             | 5:07         |
| 45. | «Open Your Heart»               | 4:27         |
| 46. | «La Isla Bonita»                | 4:00         |
| 47. | «Like a Prayer»                 | 5:37         |
| 48. | «Express Yourself»              | 5:01         |
| 49. | «Cherish»                       | 4:38         |
| 50. | «Vogue»                         | 4:52         |
| 51. | «Justify My Love»               | 4:58         |
| 52. | «Erotica»                       | 5:13         |
| 53. | «Rain»                          | 4:35         |
| 54. | «Take a Bow»                    | 4:35         |
| 55. | «You'll See»                    | 4:20         |
| 56. | «Frozen»                        | 5:22         |
| 57. | «Ray of Light»                  | 5:07         |
| 58. | «The Power of Good-Bye»         | 4:11         |
| 59. | «Music»                         | 4:46         |
| 60. | «Don't Tell Me»                 | 4:38         |
| 61. | «What It Feels Like for a Girl» | 4:30         |
| 62. | «Hung Up»                       | 5:27         |
| 63. | «Sorry»                         | 4:47         |
| 64. | «Get Together»                  | 3:57         |
| 65. | «Jump»                          | 3:24         |
| 66. | «4 Minutes»                     | 4:05         |
| 67. | «Give It 2 Me»                  | 4:13         |
| 68. | «Celebration»                   | 3:41         |

Примечания
- ↑  исполнительный продюсер
- ↑  дополнительный продюсер
- ↑  помощник продюсера
- ↑  дополнительный продюсер и ремиксер

## Чарты
В США Celebration дебютировал на 7 месте, за первую неделю продано 72 000 копий. Он стал золотым (RIAA) 23 ноября 2009 за поставку 250 000 копий (это двойной альбом, поэтому RIAA считает каждую проданную копию дважды). В апреле 2010 продажи альбома возарсли благодаря серии The Power of Madonna телесериала Хор. Альбом снова попал в чарт Billboard 200 на 85 месте (продано 6 000 и заработок 219 %). В феврале 2012 после появления Мадонны на шоу во время перерыва Super Bowl XLVI альбом снова вошёл в чарт Billboard 200 на 24 месте (продано 16 000 копий и прибыль возросла на 1,341 %, по сравнению с предыдущей неделей). Согласно Nielsen SoundScan, было продано 274 000 копий Celebration в США (август 2010).
В Канаде альбом дебютировал на вершине Canadian Albums Chart (продано 17 000 копий). В Австралии и Новой Зеландии Celebration дебютировал на 8 месте и 2 месте в официальных чартах соответственно. Альбом стал золотым в Австралии и Новой Зеландии (ARIA, RIANZ), было поставлено 35 000 и 7 500 копий соответственно. Альбом дебютировал на 1 месте в Великобритании и Ирландии.
В Великобритании Celebration дебютировал на вершине чарта, было продано 77 000 копий в первую неделю. Согласно The Official Charts Company, релиз стал 11-м альбомом Мадонны № 1 в UK Albums Chart, который помог сравнять количество альбомов № 1 с Элвисом Пресли в истории британских чартов. Альбом стал платиновым (BPI), поставлено 300 000 копий в Великобритании. Согласно The Official Charts Company, было продано 370,231 копий в Великобритании. Альбом также возглавил чарты Канады, Мексики и европейских стран, среди которых были Бельгия (Фландрия), Дания, Германия, Ирландия и Италия, а в Австрии, Бельгии (Валлония), Финляндии, Нидерландах, Норвегии, Португалии, Испании, Швеции и Швейцарии альбом дебютировал в десятке. Он также был в чарте Billboard́s European Top 100 Albums на 1 месте 4 недели. Трек «It’s So Cool» дебютировал в официальных чартах Италии, Финляндии и Швеции на 8, 20 и 30 местах соответственно. Он стал мульти-платиновым (FIMI) за поставку 300 000 копий. По всему миру было продано Celebration 4 миллиона копий.
Сингл «Celebration» стартовал с 135 позиции в российском радиочарте. Во вторую неделю он добрался до 28 позиции. Впоследствии сингл занял лидирующую позицию в чарте.
30 сентября 2009 года компиляция стартовала в российском чарте альбомов с первой позиции, сразу же получив золотой статус и разойдясь тиражом в 10 тысяч копий. Во вторую неделю альбом также оставался на первой позиции, получив платиновый статус.

## Форматы
- CD Standard edition — 18 треков, содержит сокращённую альбомную версию «Frozen», а не полную альбомную версию, которая присутствует в делюкс издании[6]
- CD Deluxe edition — 36 треков на 2 дисках[6]
- LP — 36 треков на 4 виниловых LP дисках
- Digital download — 18 треков, это издание содержит сокращённую версию «Frozen», а не полную, которая присутствует в делюкс-издании
- Digital Deluxe — 37 треков с бонус ремиксом на «Celebration»
- iTunes Deluxe edition — 38 треков, включая бонус ремиксы на «Celebration» и «It’s So Cool»
- iTunes Deluxe video edition — 68 треков, 38 из которых аудио (включая бонусы: «It’s So Cool» и ремикс на «Celebration») и 30 видеоклипов
- Amazon Deluxe edition — 38 треков с 2 бонус ремиксами на «Celebration»
- DVD — 47 видеоклипов на 2 DVD-дисках[6]

## Чарты
| Чарты                           | Место |
| ------------------------------- | ----- |
| Australian Albums Chart         | 6     |
| Austrian Albums Chart           | 4     |
| Belgian Albums Chart (Flanders) | 1     |
| Belgian Albums Chart (Wallonia) | 2     |
| Canadian Albums Chart           | 1     |
| Czech Republic Albums Chart     | 1     |
| Danish Albums Chart             | 1     |
| Dutch Albums Chart              | 2     |
| European Top 100 Albums         | 1     |
| Finnish Albums Chart            | 2     |
| French Compilations Chart       | 1     |
| German Albums Chart             | 1     |
| Hungarian Albums Chart          | 2     |
| Irish Albums Chart              | 1     |
| Italian Albums Chart            | 1     |
| Japanese Albums Chart           | 3     |
| Mexican Albums Chart            | 1     |
| New Zealand Albums Chart        | 2     |
| Norway Albums Chart             | 3     |
| Polish Album Chart              | 3     |
| Portuguese Albums Chart         | 2     |
| Spanish Albums Chart            | 2     |
| Russian Albums Chart            | 1     |
| Swedish Albums Chart            | 2     |
| Swiss Albums Chart              | 3     |
| UK Albums Chart                 | 1     |
| U.S. Billboard 200              | 7     |

| Чарты (2009)            | Место |
| ----------------------- | ----- |
| Mexican Albums Chart    | 30    |
| Swiss Albums Chart      | 61    |
| Чарты (2010)            | Место |
| European Top 100 Albums | 99    |
| Чарты (2012)            | Место |
| Italian Albums Chart    | 92    |

## Сертификации
| Регион | Сертификация  | Продажи    |
| --- | ------------- | ---------- |
| Аргентина (CAPIF) | Золотой       | 20 000^    |
| Австралия (ARIA) | Золотой       | 35 000^    |
| Бельгия (BEA) | Платиновый    | 30 000*    |
| Бразилия (ABPD) | 2× Платиновый | 120 000*   |
| Канада | —             | 17,000     |
| Costa Rica | Золотой       | 5,000      |
| Дания (IFPI Danmark) | 2× Платиновый | 40 000     |
| Финляндия (Musiikkituottajat) | Платиновый    | 29,416     |
| Франция (SNEP) | Платиновый    | 100 000*   |
| ССАГПЗ (IFPI Middle East) | Платиновый    | 6000*      |
| Германия (BVMI) | Платиновый    | 200 000^   |
| Ирландия (IRMA) | Платиновый    | 15 000^    |
| Италия (FIMI) | 3× Платиновый | 150 000    |
| Япония (RIAJ) | Платиновый    | 250 000^   |
| Мексика (AMPROFON) | Платиновый    | 60 000^    |
| Новая Зеландия (RMNZ) | Золотой       | 7500^      |
| Польша (ZPAV) | Платиновый    | 20 000*    |
| Португалия (AFP) | Золотой       | 10 000^    |
| Россия (NFPF) | Платиновый    | 20 000*    |
| Испания (PROMUSICAE) | Золотой       | 30 000^    |
| Швеция (GLF) | Платиновый    | 40 000^    |
| Швейцария (IFPI Switzerland) | Платиновый    | 30 000^    |
| Великобритания (BPI) | 2× Платиновый | 666,000    |
| США (RIAA) | Золотой       | 500 000^   |
| Итого |               |            |
| Европа (IFPI) | Платиновый    | 1 000 000* |
| Мир | —             | 4,000,000  |
| * Данные о продажах приведены только на основе сертификации. · ^ Данные о тиражах приведены только на основе сертификации. · Данные о продажах + прослушиваниях приведены только на основе сертификации. |               |            |

1. ↑  Canadian sales as of September 2009 according to Nielsen SoundScan.[32]

## Хронология выпуска
| Страна                       | Дата             |
| ---------------------------- | ---------------- |
| Стандартное и делюкс издания |                  |
| Австралия                    | 18 сентября 2009 |
| Италия                       | 18 сентября 2009 |
| Великобритания               | 18 сентября 2009 |
| Бразилия                     | 21 сентября 2009 |
| Финляндия                    | 23 сентября 2009 |
| США                          | 29 сентября 2009 |
| DVD                          |                  |
| Бразилия                     | 21 сентября 2009 |
| Австралия                    | 28 сентября 2009 |
| США                          | 29 сентября 2009 |
| Колумбия                     | 29 сентября 2009 |

### Комментарии
1. ↑  (Мадонна): «Everybody», «Burning Up», «Lucky Star»
2. ↑  (Мадонна, Стивен Брэй): «Into the Groove», «Express Yourself». 
(Мадонна, Гарднер Коул, Питер Рафельсон): «Open Your Heart». 
(Мадонна, Патрик Леонард): «Live to Tell», «La Isla Bonita» (и Брюс Гаитч), «Who's That Girl», «Like a Prayer», «Cherish», «Frozen». 
(Мадонна, Шеп Петтибон): «Vogue», «Erotica», «Secret» (и Даллас Остин). 
(Бэбифейс, Мадонна): «Take a Bow».
(Мадонна, Уильям Орбит): «Ray of Light» (и Клайв Малдун / Дейв Кёртис / Кристин Лич), «Beautiful Stranger». 
(Мадонна, Мирвэ): «Music», «Don't Tell Me» (и Джо Генри), «Die Another Day», «Hollywood». 
(Мадонна, Стюарт Прайс): «Hung Up» (и Бенни Андерссон / Бьёрн Ульвеус), «Sorry». 
(Мадонна, Джастин Тимберлейк, Тимбалэнд, Danja): «4 Minutes» (feat. Justin Timberlake and Timbaland), «Miles Away».
(Мадонна, Пол Окенфольд, Ян Грин, Сиаран Гриббин): «Celebration». 
(Мадонна, Лил Уэйн, DJ Frank E, The Jackie Boyz, Брэндон Китчен): «Revolver» (feat. Lil Wayne)
3. ↑  Дополнительная лирика. Основные авторы — «Papa Don't Preach» (Брайан Эллиотт), «Justify My Love» (Ленни Кравиц, Ингрид Чавез)
4. ↑  Сторонние авторы: «Holiday» (Кёртис Хадсон, Лиза Стивенс), «Like a Virgin» (Билли Стейнберг, Том Келли), «Borderline» (Регги Лукас), «Dress You Up» (Андреа Ларуссо, Пегги Станциале), «Material Girl» (Питер Браун, Роберт Ранс), «Crazy for You» (Джон Беттис, Джон Линд)
5. ↑  Мадонна со Стивеном Брэйем: «Into the Groove», «Papa Don't Preach», «Express Yourself».
 Мадонна с Патриком Леонардом: «Live to Tell», «Open Your Heart», «La Isla Bonita», «Who's That Girl», «Like a Prayer», «Cherish», «Frozen». 
Мадонна с Шепом Петтибоном: «Vogue», «Erotica». 
Мадонна с Далласом Остином: «Secret». 
Мадонна с Бэбифейсом: «Take a Bow».  
Мадонна с Уильямом Орбитом: «Frozen», «Ray of Light», «Beautiful Stranger». 
Мадонна с Мирвэ: «Music», «Don't Tell Me», «Die Another Day», «Hollywood». 
Мадонна со Стюартом Прайсом: «Hung Up», «Sorry». 
Мадонна с Полом Окенфолдом: «Celebration».
 Мадонна с DJ Frank E: «Revolver» (feat. Lil Wayne).
6. ↑  Марк Каминс: «Everybody». 
Регги Лукас: «Burning Up», «Lucky Star», «Borderline». 
Джон Бенитес: «Holiday», «Crazy for You». 
Найл Роджерс: «Like a Virgin», «Dress You Up», «Material Girl». 
Ленни Кравиц: «Justify My Love». 
Тимбалэнд, Джастин Тимберлейк, Danja: «4 Minutes» (feat. Justin Timberlake and Timbaland), «Miles Away».